# (Like) Linus
(Like) Linus Es una bootleg (compilación no oficial) de la banda de metal alternativo Deftones, así como el nombre de un tema realizado por la banda en 1992 que sería uno de los primeros en registrar muchos de su sonido característico, es erróneamente adjudicado como un demo lanzado por la banda en 1993 pero de esto no se tiene ningún registro oficial a diferencia de sus otros demos, en la comunidad se habla es un bootleg creado en 1996, contiene temas que se incluyen desde sus demo en casete de 1991 hasta sesiones para el álbum Adrenaline.
Las canciones "Engine No. 9", "Root" y "7 Words", fueron regrabados para el primer disco de larga duración, Adrenaline, la grabación de esta compilación del tema "Teething" también proviene de las sesiones para el mismo álbum debut, los otros temas  han quedado prácticamente en el olvido siendo parte de las presentaciones particularmente hasta 1992 y algunas canciones  en 1994, Like Linus fue interpretada de nuevo en vivo en dos ocasiones en 2003 y una última ocasión en 2006, el diseño de la carátula es el mismo que un casete promocional para el álbum Adrenaline y el sencillo Bored de 1995.

## Listado de canciones
1. "(Like) Linus"
2. "Some People"
3. "Answers"
4. "Hump"
5. "Christmas"
6. "Plastic"
7. "Venison"
8. "Gift aka Guest"
9. "Freaks"
10. "Engine No. 9"
11. "Root"
12. "7 Words "
13. "Teething"

También se sabe de la circulación de otros demos de la banda. Estos están en malas condiciones de grabado y con canciones sin nombres, que supuestamente se utilizaron en otros álbumes.
Existen demos que incluyen canciones como:
- "God's Hands"
- "Milk (SOD Cover)"
- "The Magic Key"
- "Hogburg Hop"
- "Nosebleed (Demo)"

- Datos: Q3551346